# Voz da Rússia
A Voz da Rússia (em russo:  Голос России, transl. Golos Rossii) foi uma empresa pública multimídia da Federação Russa, com sede em Moscovo, que efetuava transmissões de rádio em várias línguas para o exterior. A Voz da Rússia era propriedade da Companhia Nacional Russa de Televisão e Radiodifusão (sendo VGTRK a sua sigla em russo). Sua missão era oferecer ao público informação rápida, rigorosa e fidedigna sobre os acontecimentos mundiais, informar a comunidade internacional sobre a vida na Rússia, manter um diálogo com as comunidades russas no exterior e contribuir para a difusão da língua e da cultura russas. 
O seu sinal de intervalo era A Grande Porta de Kiev, parte da peça Quadros de uma Exposição, de Modest Mussorgsky.

## História
Em 22 de dezembro de 1993, o presidente russo Boris Yeltsin publicou um decreto que reorganizava a Rádio de Moscou, dando-lhe um novo nome: a Voz da Rússia. A rádio era sintonizada em 160 países e transmitia em 38 idiomas, incluindo  alemão, árabe, armênio, azeri, búlgaro, chinês, checo, curdo, dari, espanhol, francês, hadza, hindi, inglês, italiano, japonês, kirguize, moldavo, mongol, pashtu, persa, polaco, português, russo, sérvio, turco, ucraniano, urdu e uzbeque. 
A emissora tinha um website em 33 línguas. Em 2008, a página web da rádio recebeu o Prémio Runet na categoria “Runet fora dos limites RU” (Runet é o segmento da Internet em língua russa)
A Voz da Rússia foi membro da Associação Nacional de Difusores de Rádio e Televisão; da União Europeia de Radiodifusão; da Rádio Digital Mundial e da Conferência Internacional de Serviços de Estudo de Audiências. 
Suas transmissões em ondas curtas e ondas médias em 1º de abril de 2014. 
Em 10 de novembro de 2014, a Voz da Rússia foi substituída pela agência internacional de notícias  Sputnik.